# Les Bergeronnes
Les Bergeronnes es un municipio canadiense situado en la provincia de Quebec.

## Superficie
Les Bergeronnes tiene una superficie de 268,77 km².

## Demografía
En 2021, tenía 619 habitantes, una densidad poblacional de 2,3 hab./km², y 319 viviendas.